# Garber (Iowa)
Pour les articles homonymes, voir Garber.
Garber est une ville du comté de Clayton, en Iowa, aux États-Unis. Elle est incorporée le 18 novembre 1907.

## Source de la traduction
- (en) Cet article est partiellement ou en totalité issu de l’article de Wikipédia en anglais intitulé « Garber, Iowa » (voir la liste des auteurs).